# 奇峰國際
奇峰國際木業有限公司，簡稱奇峰國際（英语：Superb Summit International Timber Co Ltd ，港交所除牌前：1228.HK）。奇峰國際於2001年9月18日於正式於香港上市，並於2008年1月25日正式改名由「德信科技集團有限公司」為「奇峰國際木業有限公司」。行業分類為木材或木業。2014年11月，沽空機構渾水研究發表報告稱奇峰國際涉嫌財務做假。2015年港交所勒令奇峰國際停牌。2020年6月4日，奇峰國際於聯交所的上市地位被取消。

## 董事會

### 執行董事
- 李志剛（主席）
- 景濱（行政總裁）
- 武濤

### 獨立非執行董事
- 張偉德
- 陳小明

## 連結
- http://www.ssitimber.com.hk/home.htm（页面存档备份，存于）
- https://www.google.com.hk/finance?q=1228（页面存档备份，存于）

1. ↑  . Anue鉅亨. 2015-12-15  [2022-08-05]. （原始内容存档于2022-08-05） （中文（臺灣））.
2. ↑  . on.cc東網.   [2022-08-05] （中文（香港））.
3. ↑  . www.hkex.com.hk.   [2022-08-05]. （原始内容存档于2020-12-01） （中文（香港））.